# Geschiedenis van de Kerk van Jezus Christus van de Heiligen der Laatste Dagen
Dit artikel geeft een overzicht van de geschiedenis van de Kerk van Jezus Christus van de Heiligen der Laatste Dagen.

## Oprichting in New York

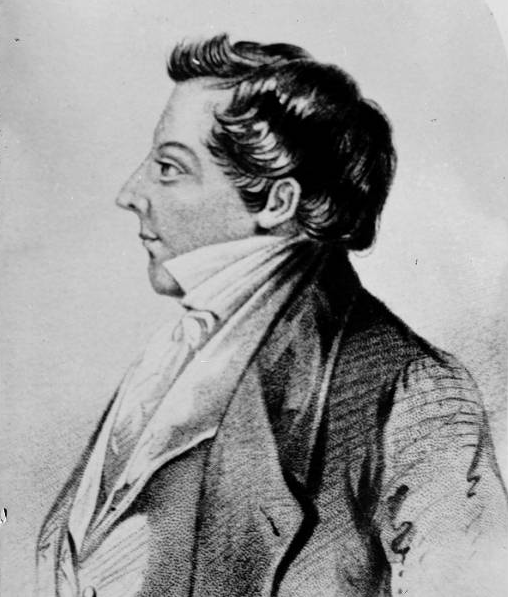
Joseph Smith, de stichter van de Mormoonse Kerk

De Kerk van Jezus Christus van de Heiligen der Laatste Dagen werd opgericht op 6 april 1830 in Manchester, New York, onder de naam “Church of Christ” (Kerk van Christus). De bijnaam Mormoonse Kerk is ontleend aan het Boek van Mormon, dat Joseph Smith eerder dat jaar publiceerde (p. 581).
In september 1830 stuurde de Kerk haar eerste zendelingen op pad om bekeerlingen te zoeken onder de Indianen (Leer en Verbonden, p. 57). Hoewel de Indianen weinig belangstelling toonden voor de leerstellingen van de Kerk van Jezus Christus van de Heiligen der Laatste Dagen, werd de reis toch een succes omdat de zendelingen eerst een oude bekende bezochten, Sidney Rigdon uit Mentor (Ohio). Rigdon was een Baptistische dominee, wiens restaurationistische denkbeelden goed aansloten bij die van Joseph Smith. Bij zijn toetreding tot de Kerk van Christus nam hij een deel van zijn gemeente mee (Van Wagoner 1994, pp. 49–67). Eind 1830 had de nieuwe beweging zo’n 280 aanhangers (2006 Church Almanac, p. 652)

## Groeistuipen in Ohio en Missouri
Gezien het succes in Ohio werd het hoofdkwartier van de Kerk begin 1831 verlegd naar Kirtland, zo’n 12 km ten zuiden van Sidney Rigdons oude woonplaats Mentor (Leer en Verbonden, p. 77). Niet lang daarna wees Joseph Smith echter de plaats Independence in Jackson County, Missouri aan als “de plaats voor de stad Zion, aangewezen voor de vergadering van de Heiligen” (Leer en Verbonden, p. 123), zodat er vanaf dat moment twee centra waren waar het Mormonisme zich verder kon ontwikkelen.
Beide locaties hadden zo hun eigen problemen. Zo zaten de inwoners van Missouri niet te wachten op de alsmaar aanzwellende stroom Mormoonse immigranten, die aankondigden dat Jackson County het beloofde land was en dat zij de boel binnen een paar jaar zouden overnemen (Bushman 1960). In Kirtland speelden economische problemen de Kerk parten, waardoor de zij diep in de schulden raakte (Abanes 2003, pp. 134–139).
In 1838 escaleerde de situatie in beide plaatsen zodanig, dat de aanwezigheid van de Mormonen niet langer houdbaar was. In maart van dat jaar vluchtten Joseph Smith en andere prominente Mormonen van Kirtland naar de plaats Far West in Missouri in een poging om aan hun schuldeisers te ontsnappen (Hill 1989, pp. 55–67). Maar in Missouri was inmiddels ook een gewapend conflict ontstaan dat voornamelijk bestond uit ongeregelde overvallen van niet-Mormoonse bendes op Mormoonse dorpen en vice versa (Quinn 1994, p. 99; Hartley 1992, p. 9). Om een burgeroorlog te voorkomen, vaardigde gouverneur Lilburn Boggs eind oktober 1838 een “Vernietigingsbevel” uit. Hierin stond dat “de Mormonen als vijanden behandeld moeten worden en uitgeroeid of verdreven uit de Staat, indien nodig voor de openbare orde” (Boggs, 1838).
Om het Vernietigingsbevel kracht bij te zetten, stuurde Boggs het leger van Missouri naar Far West. In het licht van deze overmacht gaven de Heiligen zich over, waarna Joseph Smith en andere kerkleiders begin december 1838 gevangen werden gezet in Liberty, Missouri (Ludlow 1992, p. 931). De overgebleven Mormonen maakten zich onder leiding van Brigham Young op om de staat te verlaten.
Het aantal kerkleden was inmiddels flink gegroeid. In de zomer van 1837 waren de eerste zendelingen naar Engeland gestuurd, alwaar zij zeer succesvol waren onder de arbeiders (Ludlow 1992, p. 227). Het aantal leden in Missouri op dat moment is onduidelijk maar schattingen variëren van 4.000 tot 15.000 (Hartley 1992, p. 7). Volgens officiële bronnen telde de Kerk eind 1838 bijna 18.000 leden (2006 Church Almanac, p. 652).

## Een nieuw begin in Nauvoo, Illinois
Na hun verdrijving uit Missouri vluchtten de meeste Heiligen der Laatste Dagen naar Iowa in het noorden en Illinois in het oosten. Daar leefden zij verspreid onder de lokale bevolking en maakten, gezien hun negatieve ervaringen in Ohio en Missouri, aanvankelijk geen aanstalten om zich op een nieuwe, centrale plaats te “vergaderen”. Dit veranderde eind april 1839, toen Joseph Smith en de andere kerkleiders uit de gevangenis ontsnapten. Ze gingen in zee met Isaac Galland, een dubieuze speculant die de Kerk grote stukken land van de hand deed rond de plaats Commerce, Illinois (Flanders 1975, pp. 23–56). Smith gaf de plaats een nieuwe naam, Nauvoo, dat “mooi zijn” betekent in het Hebreeuws. Tussen 1839 en 1846 was Nauvoo het hoofdkwartier van de Kerk.
De stadsrechten die de staat Illinois aan Nauvoo had toegekend, verleenden de nieuwe stad ruime autonomie, waaronder een eigen rechtspraak en een eigen leger. Hierdoor konden de theocratische tendenzen van het Mormonisme in Nauvoo verder tot wasdom komen. Door een combinatie van kerkelijke en civiele functies controleerde Joseph Smith de wetgevende, uitvoerende en rechterlijke macht, alsmede de media, het onderwijs en het plaatselijke leger (Ludlow 1992, pp. 612, 860). Voor de Heiligen der Laatste Dagen brak hiermee een periode van relatieve rust en veiligheid aan. Mede dankzij grootschalige immigratie van ca. 5.000 bekeerlingen uit Engeland (Ludlow 1992, p. 611) groeide Nauvoo uit tot de tweede stad van de staat Illinois (alleen Chicago was groter).
Ook in theologisch opzicht was dit een vruchtbare periode. Bijna alle leerstellingen die het Mormonisme onderscheiden van andere Christelijke stromingen zijn in deze tijd ontstaan, zoals het celestiale huwelijk, de letterlijke vader-zoon relatie tussen God en Jezus, het opheffen van de klassieke dualiteit tussen lichaam en geest, de pre-existentie van de mens, het bestaan van meerdere goden en de tempelrituelen (Porter & Backman 1992, p. 41).
Al deze ontwikkelingen zorgden echter ook voor de nodige tegenstand, zowel binnen de Kerk als van buitenaf. Op 10 mei 1844 kondigden enkele hoge, dissidente functionarissen van de Kerk aan een nieuwe krant, de Nauvoo Expositor, te gaan publiceren, waarin “de feiten genoemd worden zoals zij daadwerkelijk bestaan in Nauvoo” (Law et al, 1844). De grieven van deze dissidenten hadden niet alleen betrekking op kerkelijke aangelegenheden, zoals polytheïsme en polygamie, maar betroffen ook het negeren van de wet, de vermenging van kerk en staat en de controle van de Kerk over de financiën van haar leden (Cook 1982, p. 55).
Omdat de uitgevers van de Nauvoo Expositor hoge civiele en kerkelijke functies hadden bekleed, en beschikten over informatie uit eerste hand met betrekking tot al Joseph Smiths controversiële en geheime activiteiten, vroeg deze onmiddellijk na het verschijnen van de eerste editie aan de gemeenteraad van Nauvoo om de krant te verbieden en het redactiekantoor te vernietigen, hetgeen op 10 juni 1844 prompt gebeurde.
Deze ingreep had echter niet alleen religieuze aspecten, maar deed ook afbreuk aan burgerrechten zoals de vrijheid van meningsuiting en het eigendomsrecht. De protesten tegen Smiths onwettige optreden, zowel in Nauvoo als ver daarbuiten, waren zo hevig, dat de Profeet aanvankelijk wilde onderduiken. Deze keer was zijn achterban het hier echter niet mee eens en Smith besloot zichzelf dan maar aan te geven (Madsen 1989, p. 117-118; Quinn 1994, p. 145). Op 24 juni 1844 meldde hij zich samen met zijn broer Hyrum en een paar andere vertrouwelingen bij de gevangenis van het nabij gelegen Carthage. Hoewel gouverneur Thomas Ford van Illinois de veiligheid van de gevangenen persoonlijk had gegarandeerd, kon zelfs zijn aanwezigheid in Carthage niet verhinderen, dat een woedende menigte de gevangenis op 27 juni 1844 bestormde en de gebroeders Hyrum en Joseph Smith vermoordde (Godfrey 1968, p. 213).
Na de dood van Joseph Smith ontbrandde er een successiestrijd in de Kerk, waarbij individuele kandidaten zoals Sidney Rigdon het opnamen tegen institutionele partijen zoals het Quorum der Twaalf Apostelen. Smith had zelf niets geregeld voor zijn opvolging maar had in de loop der tijd wel zes personen aangewezen of aangesteld als zijn opvolger, en nog eens zeven opties open gehouden. Uiteindelijk koos de meerderheid van de leden op 8 augustus 1844 voor het Quorum der Twaalf onder leiding van Brigham Young.
Een belangrijk strijdpunt in de opvolgingskwestie betrof de vraag hoe de Kerk bestuurd moest worden: als een theocratische oligarchie, zoals in de latere jaren van Joseph Smiths leiderschap, of als een meer democratische kerkgemeenschap, zoals in de begintijd van de kerk. Dit meningsverschil leidde tot de eerste scheuring in de Kerk, die in de jaren 1850 uitmondde in de oprichting van de Gereorganiseerde Kerk van Jezus Christus van de Heiligen der Laatste Dagen. Deze gematigde Mormoonse stroming was meer gericht op democratie en consensus dan de groep van Brigham Young en nam afstand van de meeste ideeën die Joseph Smith in de Nauvoo-periode uitgewerkt had (Launius 1990, pp. 59–79).
Daarnaast is er een kleine groep afgesplitst in 1889, toen polygamie onder druk van de Amerikaanse overheid binnen de Kerk werd afgezworen. Deze groep noemde zichzelf de Fundamentele Kerk van Jezus Christus van de Heiligen der Laatste Dagen (FLDS).